# Partido Social Democrata-Madeira
Partido Social Democrata-Madeira (PPD/PSD-Madeira) é a estrutura regional para a Madeira do Partido Social Democrata um partido político português fundado em 1974 através da fusão da Frente Centrista da Madeira, mas existindo como estrutura autónoma do PSD a nível nacional.

## Resultados Eleitorais

### Eleições legislativas regionais

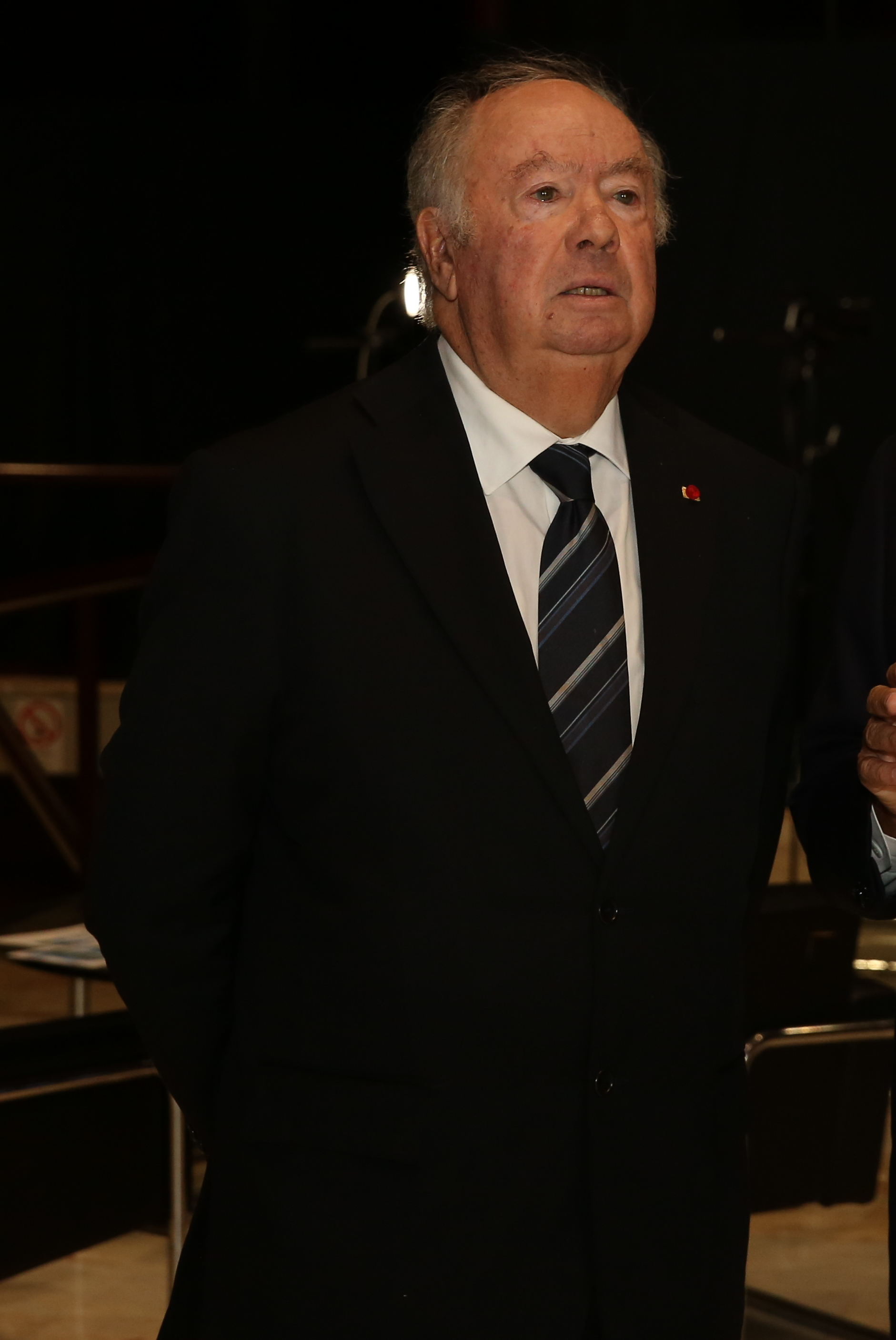
Alberto João Jardim foi um dos fundadores do PSD-Madeira e o seu líder histórico.

| Data | Líder                 | Cl. | Votos         | %              | +/-           | Deputados | +/-     | Status  |
| ---- | --------------------- | --- | ------------- | -------------- | ------------- | --------- | ------- | ------- |
| 1976 | Jaime Ornelas Camacho | 1.º | 63 963        | 59,63 / 100,00 |               | 29 / 41   |         | Governo |
| 1980 | Alberto João Jardim   | 1.º | 81 051        | 65,33 / 100,00 | 5,70          | 35 / 44   | 6       | Governo |
| 1984 | Alberto João Jardim   | 1.º | 81 872        | 67,65 / 100,00 | 2,32          | 40 / 50   | 5       | Governo |
| 1988 | Alberto João Jardim   | 1.º | 78 185        | 62,36 / 100,00 | 5,29          | 41 / 53   | 1       | Governo |
| 1992 | Alberto João Jardim   | 1.º | 74 369        | 56,86 / 100,00 | 5,50          | 39 / 57   | 2       | Governo |
| 1996 | Alberto João Jardim   | 1.º | 77 365        | 56,87 / 100,00 | 0,01          | 41 / 59   | 2       | Governo |
| 2000 | Alberto João Jardim   | 1.º | 72 588        | 55,95 / 100,00 | 0,92          | 41 / 61   | Estável | Governo |
| 2004 | Alberto João Jardim   | 1.º | 73 973        | 53,71 / 100,00 | 2,24          | 44 / 68   | 3       | Governo |
| 2007 | Alberto João Jardim   | 1.º | 90 377        | 64,24 / 100,00 | 10,53         | 33 / 47   | 11      | Governo |
| 2011 | Alberto João Jardim   | 1.º | 71 556        | 48,57 / 100,00 | 15,67         | 25 / 47   | 9       | Governo |
| 2015 | Miguel Albuquerque    | 1.º | 56 690        | 44,36 / 100,00 | 4,21          | 24 / 47   | 1       | Governo |
| 2019 | Miguel Albuquerque    | 1.º | 56 448        | 39,42 / 100,00 | 4,93          | 21 / 47   | 3       | Governo |
| 2023 | Miguel Albuquerque    | 1.º | Somos Madeira | Somos Madeira  | Somos Madeira | 20 / 47   | 1       | Governo |
| 2024 | Miguel Albuquerque    | 1.º | 49 103        | 36,13 / 100,00 |               | 19 / 47   | 1       |         |

### Eleições legislativas nacionais
| Data | Cabeça de lista         | Cl. | Votos            | %                | +/-              | Deputados | +/-     |
| ---- | ----------------------- | --- | ---------------- | ---------------- | ---------------- | --------- | ------- |
| 1975 | José António Camacho    | 1.º | 78 200           | 61,9 / 100,0     |                  | 5 / 6     |         |
| 1976 | José António Camacho    | 1.º | 60 925           | 53,0 / 100,0     | 8,9              | 4 / 6     | 1       |
| 1979 | José Maria da Silva     | 1.º | 73 629           | 57,8 / 100,0     | 4,8              | 4 / 5     | Estável |
| 1980 | Manuel Correia de Jesus | 1.º | 78 981           | 63,6 / 100,0     | 5,8              | 4 / 5     | Estável |
| 1983 | Nélio Mendonça          | 1.º | 66 611           | 56,2 / 100,0     | 7,4              | 4 / 5     | Estável |
| 1985 | Manuel Correia de Jesus | 1.º | 68 928           | 56,8 / 100,0     | 0,6              | 4 / 5     | Estável |
| 1987 | Alberto João Jardim     | 1.º | 77 829           | 65,5 / 100,0     | 8,7              | 4 / 5     | Estável |
| 1991 | Alberto João Jardim     | 1.º | 78 069           | 62,4 / 100,0     | 3,1              | 4 / 5     | Estável |
| 1995 | Alberto João Jardim     | 1.º | 61 196           | 46,1 / 100,0     | 16,3             | 3 / 5     | 1       |
| 1999 | Alberto João Jardim     | 1.º | 56 205           | 46,2 / 100,0     | 0,1              | 3 / 5     | Estável |
| 2002 | Alberto João Jardim     | 1.º | 67 094           | 53,5 / 100,0     | 7,3              | 4 / 5     | 1       |
| 2005 | Alberto João Jardim     | 1.º | 63 523           | 45,2 / 100,0     | 8,3              | 3 / 6     | 1       |
| 2009 | Alberto João Jardim     | 1.º | 66 194           | 48,2 / 100,0     | 3,0              | 4 / 6     | 1       |
| 2011 | Alberto João Jardim     | 1.º | 68 649           | 49,4 / 100,0     | 1,2              | 4 / 6     | Estável |
| 2015 | Sara Madruga da Costa   | 1.º | 47 228           | 37,8 / 100,0     | 11,6             | 3 / 6     | 1       |
| 2019 | Miguel Albuquerque      | 1.º | 48 231           | 37,2 / 100,0     | 0,6              | 3 / 6     | Estável |
| 2022 | Sérgio Marques          | 1.º | Madeira Primeiro | Madeira Primeiro | Madeira Primeiro | 3 / 6     | Estável |
| 2024 | Pedro Coelho            | 1.º | Madeira Primeiro | Madeira Primeiro | Madeira Primeiro | 3 / 6     | Estável |

### Eleições autárquicas

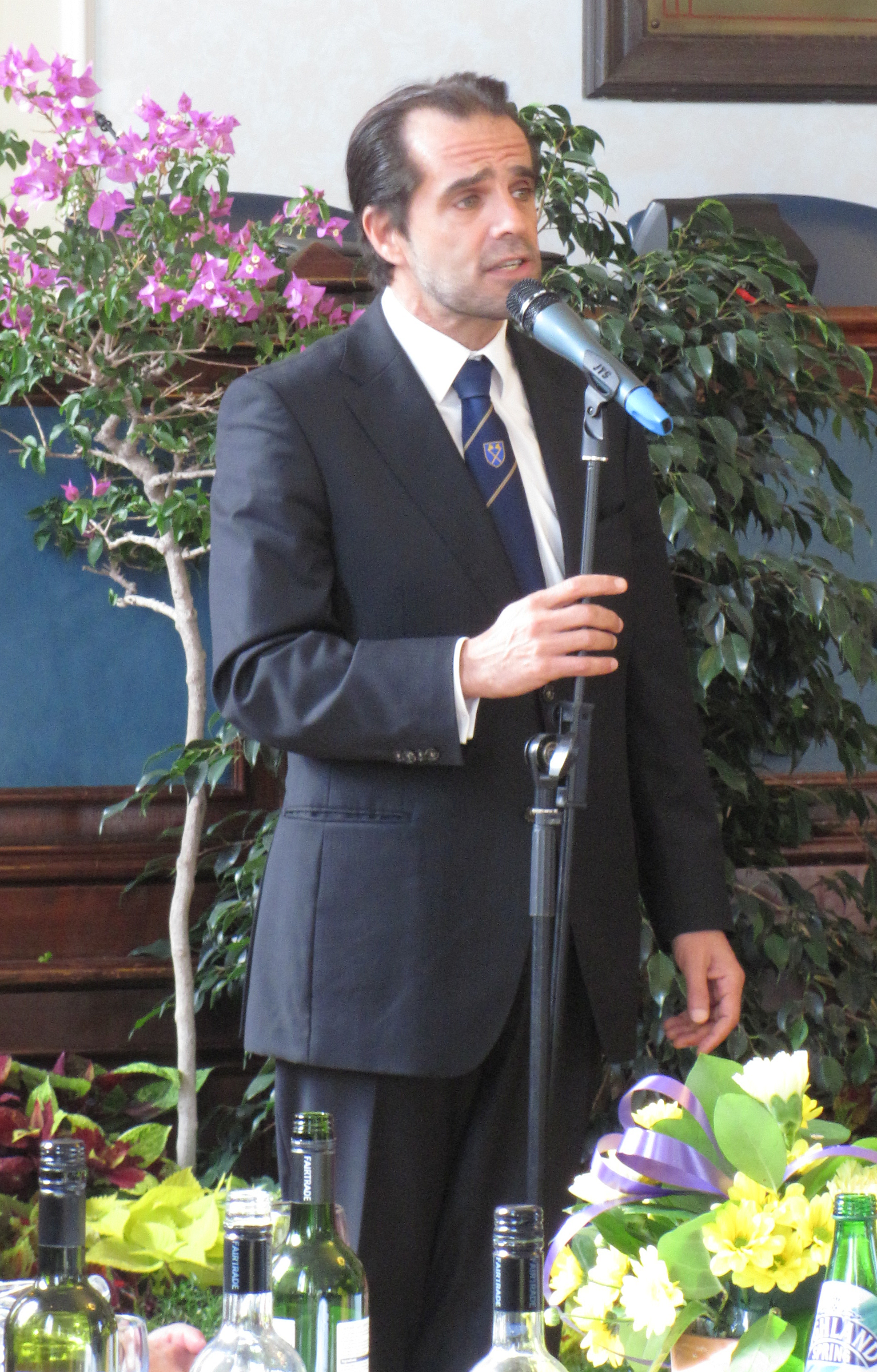
Miguel Albuquerque, Presidente da Câmara do Funchal entre 1994 e 2013.

Os resultados apresentados nesta secção excluem os relativos às coligações integradas pelo partido. São apresentados apenas os dos concelhos e das freguesias em que o PSD concorreu sozinho.

#### Câmaras Municipais
| Data | Cl. | Votos  | %              | +/-   | Presidentes CM | +/-     | Vereadores | +/-     |
| ---- | --- | ------ | -------------- | ----- | -------------- | ------- | ---------- | ------- |
| 1976 | 1.º | 42 487 | 54,34 / 100,00 |       | 10 / 11        |         | 46 / 65    |         |
| 1979 | 1.º | 73 930 | 66,54 / 100,00 | 12,20 | 11 / 11        | 1       | 53 / 65    | 7       |
| 1982 | 1.º | 62 828 | 56,79 / 100,00 | 9,75  | 11 / 11        | Estável | 49 / 65    | 4       |
| 1985 | 1.º | 62 483 | 62,16 / 100,00 | 5,37  | 11 / 11        | Estável | 52 / 65    | 3       |
| 1989 | 1.º | 58 818 | 53,41 / 100,00 | 8,75  | 9 / 11         | 2       | 45 / 65    | 7       |
| 1993 | 1.º | 60 924 | 48,51 / 100,00 | 4,90  | 9 / 11         | Estável | 40 / 67    | 5       |
| 1997 | 1.º | 69 035 | 53,05 / 100,00 | 4,54  | 10 / 11        | 1       | 45 / 69    | 5       |
| 2001 | 1.º | 73 951 | 59,13 / 100,00 | 6,08  | 11 / 11        | 1       | 49 / 69    | 4       |
| 2005 | 1.º | 75 793 | 54,22 / 100,00 | 4,91  | 11 / 11        | Estável | 47 / 71    | 2       |
| 2009 | 1.º | 72 188 | 51,93 / 100,00 | 2,29  | 11 / 11        | Estável | 47 / 71    | Estável |
| 2013 | 1.º | 47 207 | 34,81 / 100,00 | 17,12 | 4 / 11         | 7       | 33 / 71    | 14      |
| 2017 | 1.º | 46 583 | 33,61 / 100,00 | 1,20  | 3 / 11         | 1       | 26 / 71    | 7       |
| 2021 | 4.º | 16 162 | 11,49 / 100,00 | 22,13 | 2 / 11         | 1       | 13 / 71    | 13      |

## Lista de Presidentes
- Alberto João Jardim (1974-2015)

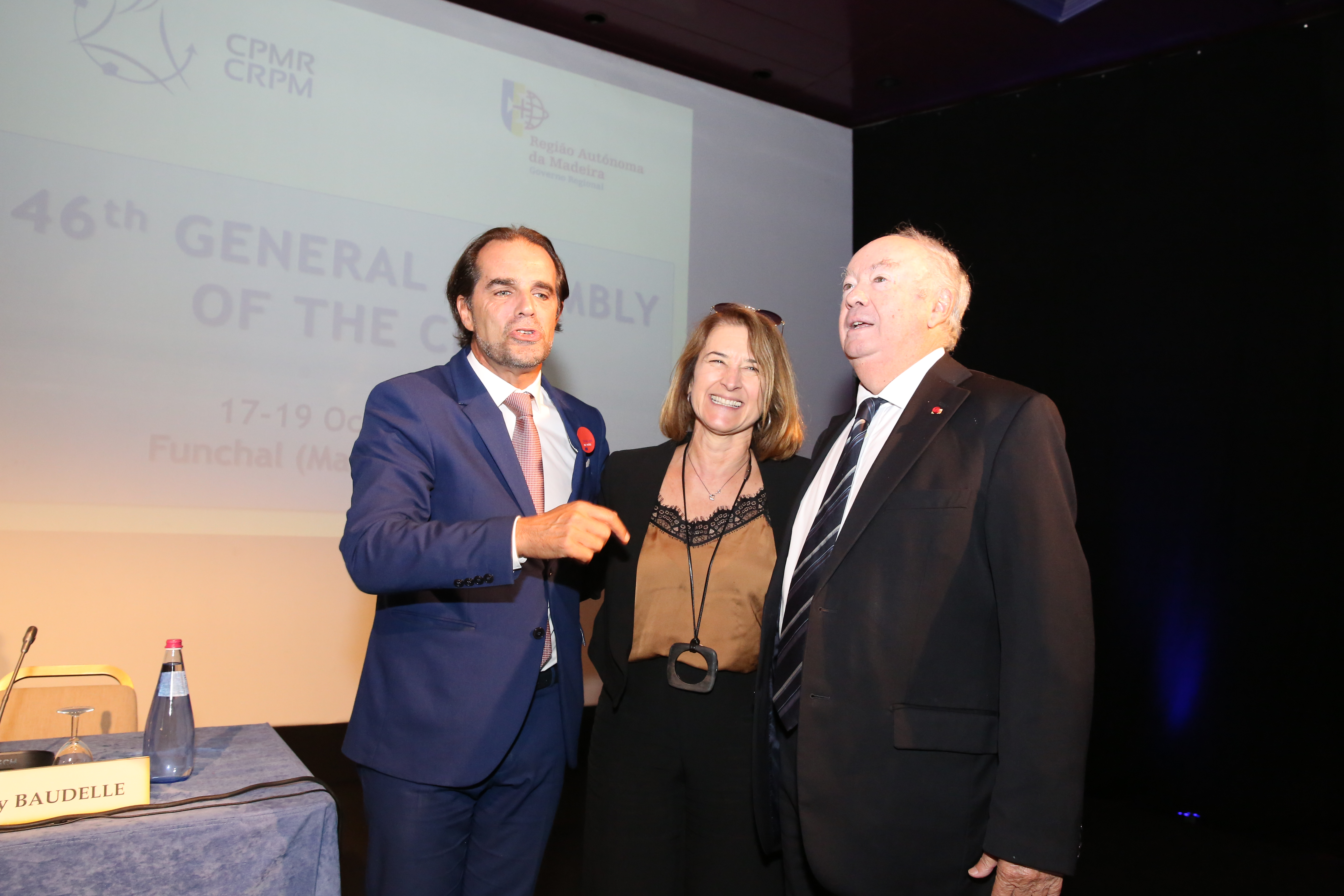
Alberto João Jardim e Miguel Albuquerque, os dois presidentes do PSD-Madeira.

- Miguel Albuquerque (2015–atualmente)

## Militantes eleitos para altos cargos dos órgãos regionais

### Presidentes do Governo Regional
- Jaime Ornelas Camacho (1976-1978)
- Alberto João Jardim (1978–2015)
- Miguel Albuquerque (2015–presente)

### Presidentes da Assembleia Legislativa da Região Autónoma da Madeira
- Emanuel Rodrigues (1976-1984)
- Nélio Mendonça (1984–1994)
- Miguel Mendonça (1994–2015)
- José Lino Tranquada Gomes (2015–2019)